# Giromagny
Giromagny (Duits: Schermenei of Geudach) is een gemeente in het Franse departement Territoire de Belfort (regio Bourgogne-Franche-Comté). Giromagny telde op 1 januari 2022 2.897 inwoners. De plaats maakt deel uit van het arrondissement Belfort. In het Elzassisch of het Duits heette de plaats vroeger Schermenei.
Op het grondgebied van Giromagny en de buurgemeente Auxelles-Bas is het oude Fort Giromagny gelegen.

## Geschiedenis
Al in de 16e eeuw werden er mijnen uitgebaat in Giromagny. In de gemeente nam de industrie een hoge vlucht in de 18e en 19e eeuw. Er waren mijnen, metallurgie, houtzagerijen en textielfabrieken. Aan het einde van de 19e eeuw kwam daar een fort bij in het kader van het Séré de Rivière-systeem, en in 1913 een kazerne. Het Franse leger verliet Giromagny in 1949. Vanaf de jaren 1960 sloten ook de mijnen en verdween een deel van de industrie.

## Geografie
De oppervlakte van Giromagny bedroeg op 1 januari 2022 5,65 vierkante kilometer; de bevolkingsdichtheid was toen 512,7 inwoners per km².
De gemeente ligt in de Vogezen aan de voet van de Ballon d’Alsace (1241 m) en wordt doorsneden door de rivier La Savoureuse, die haar bron heeft op die berg.
De onderstaande kaart toont de ligging van Giromagny met de belangrijkste infrastructuur en aangrenzende gemeenten.

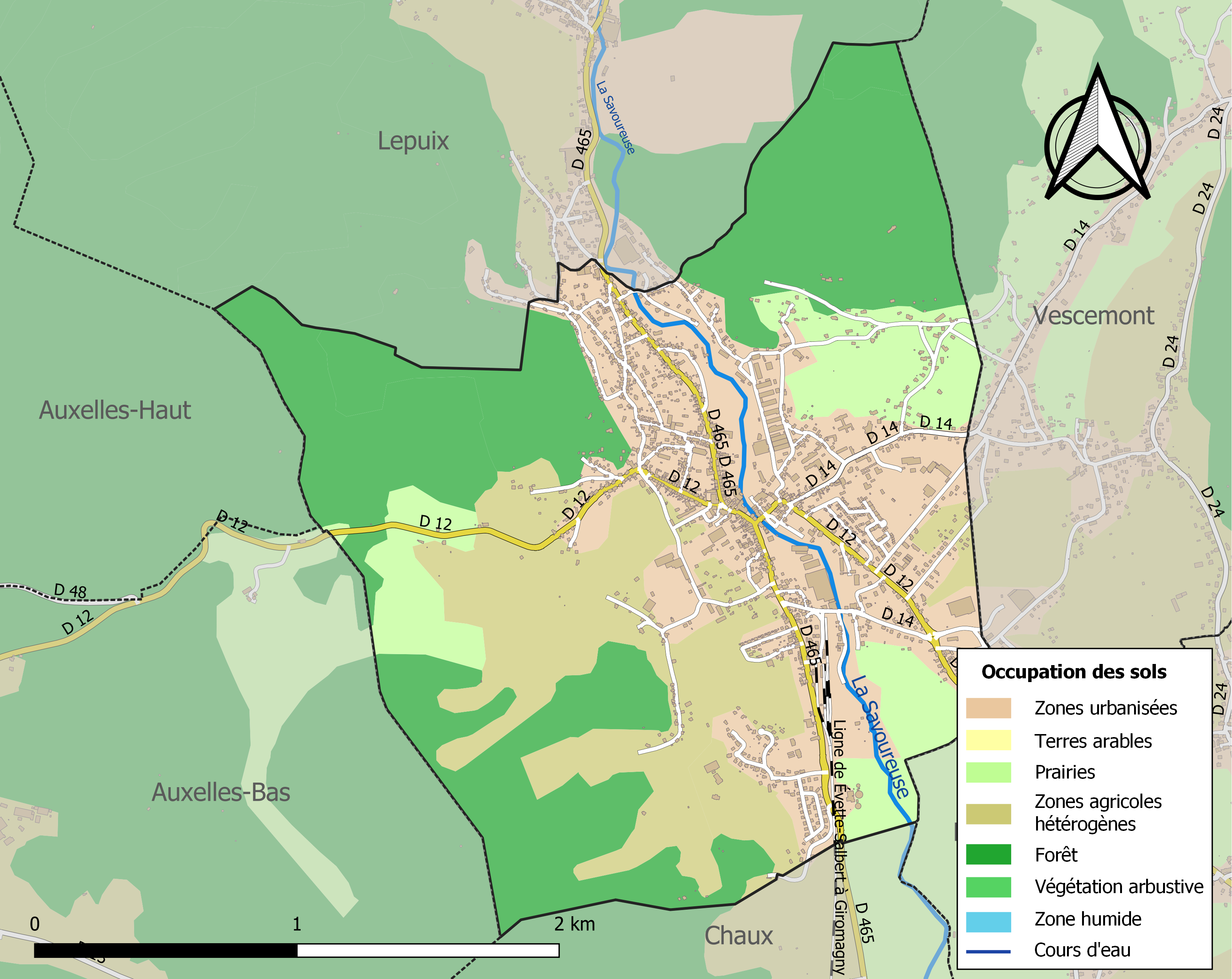

## Demografie
Onderstaande figuur toont het verloop van het inwonertal (bron: INSEE-tellingen).